# كارينداسيلين
كارينداسيلين كارينداسيللين (Carindacillin) هو INN وايضاً يعرف Carbenicillin indanyl
الزمرة الدوائية يعتبر من مضادات الجراثيم. وهو مضاد حيوي من زمرة البنسيلينات.
ويتم إعطاؤه عن طريق الفم، كملح صوديومي. يتم تسويقه من قبل فايزر تحت اسم العلامة التجارية Geocillin.

## الخواص
يعتبر كدواء أولي للكاربنسيلين.

## الاستخدام الطبي
- التهاب الحويضة والكلية المزمن.
- التهابات المسالك البولية[6]

## الجرعة
تم علاج اثنين وأربعين من المرضى الذين يعانون من التهاب الحويضة والكلية المزمن بـ 1غ كل 6 ساعات لمدة 6 أسابيع.